# Sundby (Lolland)
 Denne artikel omhandler byen Sundby (Lolland). Der er også andre byer med dette navn, se Sundby.
Sundby er en satellitby til hovedbyen Nykøbing Falster og er beliggende på østkysten af Lolland. Byen har 3.233 indbyggere  (2024) og ligger ved Frederik d. 9's Bro, grænsende op til Nykøbing på Falsterssiden. På Lolland ligger den ved Øster Toreby og Nagelsti. Sundby befinder sig i Guldborgsund Kommune og hører til Region Sjælland.
I den nordlige udkant af byen ved Guldborg Sund ligger Sundby- og Nykøbings største attraktion Middelaldercentret, der er en slags frilandsmuseum, oplevelses- og forsøgscenter med fokus på dansk middelalder, omkring starten af 1400-tallet. Museet besøges af mellem 45 og 55.000 mennesker årligt. Sundby har også et mindre hotel med 24 værelser.